# Ян-Ральф Брандт
Ян-Ральф Брандт (нім. Jan-Ralph Brandt; нар. 23 січня 1978) — колишній німецький тенісист.
Найвищу одиночну позицію світового рейтингу — 345 місце досяг 7 червня 1999, парну — 228 місце — 14 лютого 2000 року.
Здобув 2 парні титули.

## Юніорські фінали турнірів Великого шолома

### Парний розряд: 1 (1 поразка)
| Результат | Рік  | Турнір                               | Покриття | Партнер         | Суперники                     | Рахунок  |
| --------- | ---- | ------------------------------------ | -------- | --------------- | ----------------------------- | -------- |
| Поразка   | 1996 | Відкритий чемпіонат Франції з тенісу | Ґрунт    | Даніель Ельснер | Себастьян Грожан Олів'є Мютіс | 2–6, 3–6 |

## Фінали ATP Челленджер і ITF Ф'ючерс

### Одиночний розряд: 3 (1–2)
| Легенда              |
| -------------------- |
| ATP Челленджер (0–0) |
| ITF Ф'ючерс (1–2)    |

| Фінали за покриттям |
| ------------------- |
| Тверде (1–1)        |
| Ґрунт (0–0)         |
| Трава (0–0)         |
| Килим (0–1)         |

| Результат | В-П | Дата     | Турнір                     | Рівень  | Покриття | Суперник        | Рахунок       |
| --------- | --- | -------- | -------------------------- | ------- | -------- | --------------- | ------------- |
| Перемога  | 1–0 | Кві 1998 | Греція F3, Халкіда         | Ф'ючерс | Тверде   | Фредрік Юнссон  | 6–2, 6–1      |
| Поразка   | 1–1 | Кві 1999 | Франція F4, Клермон-Ферран | Ф'ючерс | Килим    | Александер Попп | 6–2, 2–6, 2–6 |
| Поразка   | 1–2 | Тра 1999 | Греція F2, Filippiada      | Ф'ючерс | Тверде   | Ян Германссон   | 2–6, 0–6      |

### Парний розряд: 8 (4–4)
| Легенда              |
| -------------------- |
| ATP Челленджер (2–2) |
| ITF Ф'ючерс (2–2)    |

| Фінали за покриттям |
| ------------------- |
| Тверде (2–1)        |
| Ґрунт (0–1)         |
| Трава (1–0)         |
| Килим (1–2)         |

| Результат | В-П | Дата     | Турнір                    | Рівень     | Покриття | Партнер        | Суперники                           | Рахунок            |
| --------- | --- | -------- | ------------------------- | ---------- | -------- | -------------- | ----------------------------------- | ------------------ |
| Поразка   | 0–1 | Лют 1998 | Вольфсбург, Німеччина     | Челленджер | Килим    | Томас Месмер   | Марат Сафін Душан Вемич             | 4–6, 6–4, 2–6      |
| Поразка   | 0–2 | Кві 1998 | Німеччина F3, Гоенбрунн   | Ф'ючерс    | Ґрунт    | Томас Месмер   | Петр Ковачка Томаш Цибулець         | 5–7, 6–4, 3–6      |
| Поразка   | 0–3 | Чер 1998 | Канада F2, Монреаль       | Ф'ючерс    | Тверде   | Майкл Расселл  | Саймон Ларос Жоселін Робішо         | 3–6, 4–6           |
| Поразка   | 0–4 | Бер 1999 | Магдебург, Німеччина      | Челленджер | Килим    | Дірк Діер      | Ендрю Пейнтер Майкл Гілл            | 6–7, 7–6, 6–7      |
| Перемога  | 1–4 | Тра 1999 | Греція F2, Filippiada     | Ф'ючерс    | Тверде   | Маркус Менцлер | Жіль Ельсенеер Еял Ерліх            | 6–7, 6–4, 6–4      |
| Перемога  | 2–4 | Тра 1999 | Греція F3, Яніна          | Ф'ючерс    | Тверде   | Маркус Менцлер | Константінос Ікономідіс Нікос Ровас | 6–2, 6–2           |
| Перемога  | 3–4 | Лип 1999 | Бристоль, Велика Британія | Челленджер | Трава    | Джефф Кутзе    | Люк Буржуа Деян Петрович            | 6–4, 6–3           |
| Перемога  | 4–4 | Лют 2000 | Вольфсбург, Німеччина     | Челленджер | Килим    | Мартін Сіннер  | Томаш Цибулець Леош Фридль          | 7–5, 3–6, 7–6(9–7) |